# 海基·里希兰塔
海基·里希兰塔（芬蘭語：Heikki Riihiranta，1948年10月4日—），芬兰男子冰球运动员，场上位置是后卫。他曾代表芬兰国家队参加1972年冬季奥林匹克运动会冰球比赛，获得第5名。